# Evans Rusike
Evans Rusike (Chitungwiza, 13 de junho de 1991) é um futebolista profissional zimbabuano que atua como atacante.

## Carreira
Evans Rusike representou o elenco da Seleção Zimbabuense de Futebol no Campeonato Africano das Nações de 2017.